# 山岡秀雄
山岡 秀雄（やまおか ひでお、1958年 - ）は、日本のウイスキーコレクター、編集者。東京大学文学部卒業後、小学館入社。少女向けコミックの編集者となり、『絶対彼氏。』などの編集に関わる。ウイスキー関連の訳書多数。雑誌『ウイスキーワールド』レギュラーテイスター。

## 著書
- 『シングルモルトのある風景 -アイラ、それはウィスキーの島 (DVD BOOK)』小学館、2010年7月16日、47頁。ISBN 978-4094803082。

## 訳書
- ジャクソン,, マイケル 著、土屋守 (監修)、 土屋希和子、山岡秀雄 訳『モルトウイスキー・コンパニオン』小学館、2000年、448頁。

（「改訂版」は2005年、「最新版」は2011年刊行）
- ジャクソン,, マイケル 著、山岡秀雄 訳『スコッチウィスキー、その偉大なる風景』小学館、2002年、144頁。ISBN 978-4093873598。